# 函館市立戸倉中学校
函館市立戸倉中学校（はこだてしりつ とくらちゅうがっこう）は、北海道函館市に位置する公立中学校である。

## 概要
- 令和元年から、函館市教育委員会により道徳に関する研究モデル校に指定されている[1][2]。
- 吹奏楽部が全道吹奏楽コンクールへ15年連続（2008年～2023年）出場[3]。 （2020年度はコロナにより中止）
- 令和5年度（2023年度）より、制服が変更され、上衣はブレザー、下衣はスラックスまたはスカートから選択できるようになり、夏服にはポロシャツが導入された[4]。

## 通学区域
- 湯川3丁目、戸倉、榎本、上野、高丘、滝沢（58・59・94～98を除く）、見晴、鈴蘭丘6～22・110～115、上湯川1～67番・7番地・79～85・107～138・201～205・210・214～223・237～239・251・262～268・291～330、瀬戸川1～120・125、高松128～132・295・305～314・405・437・467～514・515（1・2）・516（5）・517（3）～519・561～578、紅葉山、庵原、亀尾、米原、東畑、鉄山、蛾眉野[5]

## 主な進学元小学校
- 函館市立湯川小学校
- 函館市立上湯川小学校
- 函館市立高丘小学校

## 歴代校長
- 初代校長　斎藤正之[6]
- 第2代　高橋隆太郎
- 第3代　大淵玄一
- 第4代　佐藤哲也
- 第5代　三上巌
- 第6代　大淵亮三
- 第7代　中村弘
- 第8代　保坂武道
- 第9代　鹿内進
- 第10代　佐々木聰
- 第11代　山岸秀一
- 第12代　笠松光明
- 第13代　佐藤良一
- 第14代　岩瀬幸雄
- 第15代　矢本秀美
- 第16代　青木昌史
- 第17代　木村雅彦

## 学校周辺
- 函館大学 - 約180m
- 高丘幼稚園 - 約280m
- 函館短期大学 - 約400m
- 函館工業高等専門学校 - 約850m
- 函館空港 - 約2.5km